# Ноосфера (криголам)
Ноосфера (до 2021 — RRS James Clark Ross) — українське науково-дослідне судно-криголам, флагман українського науково-дослідного флоту. Належить Національному антарктичному науковому центру (НАНЦ). Колишній флагман Британської антарктичної служби.

## Історія

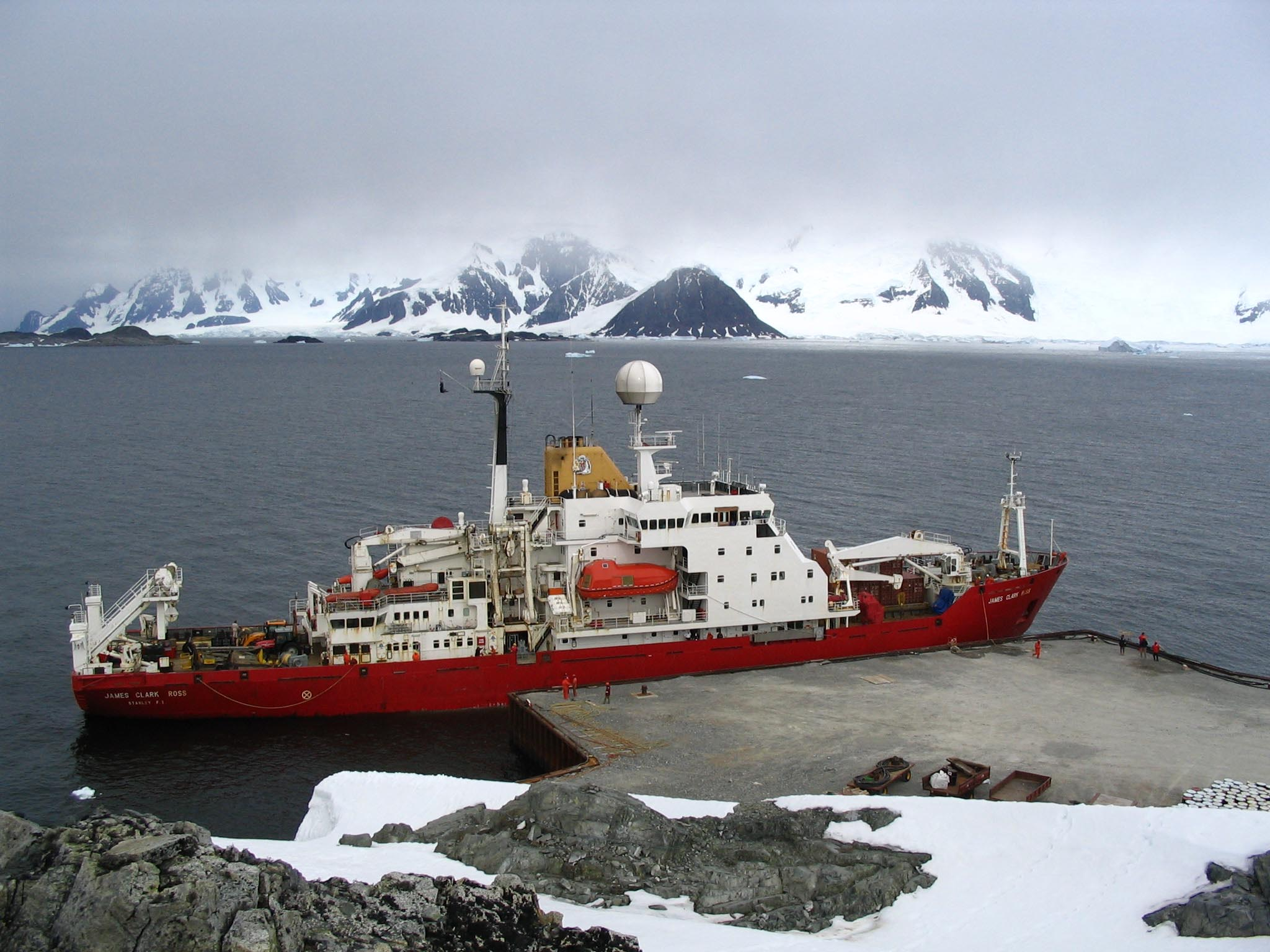
Криголам «Джеймс Кларк Росс» на пристані станції Ротера. Січень 2005 року

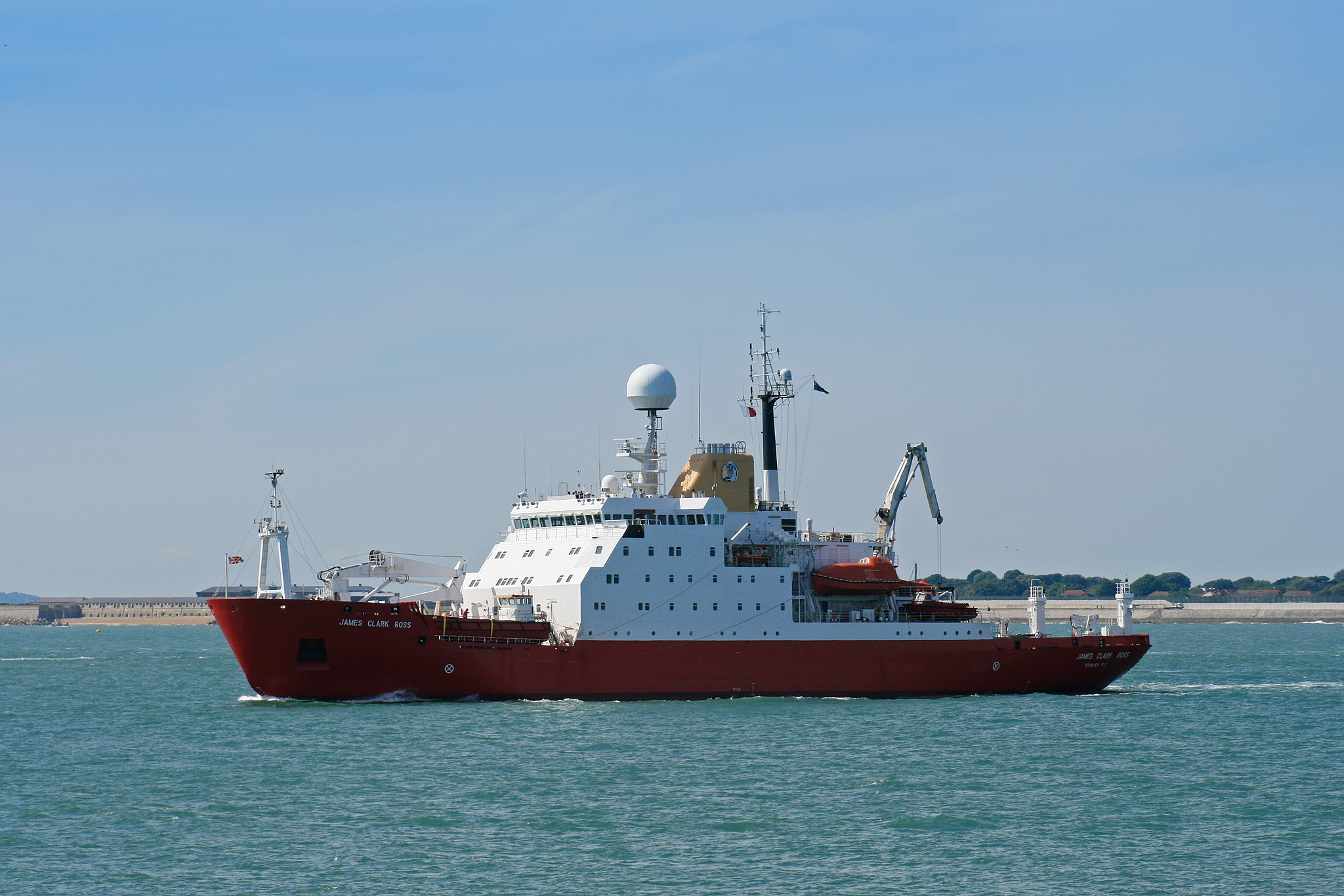
Криголам «Джеймс Кларк Росс»

Судно «RRS James Clark Ross» було побудоване у 1990 році і за участі Її Величності Королеви Єлизавети II було спущене на воду. На службі — з 1991 року. Судно стало морським дослідницьким судном для біологічних, океанографічних і геофізичних круїзів та було оснащене набором лабораторій і системою лебідок, які дозволяли розгортати наукове обладнання за кормою або посередині судна. Корабель має надзвичайно низький рівень шуму, що дозволяє розгортати на ньому чутливе акустичне обладнання. У флоті Британської антарктичної служби RRS James Clark Ross замінив судно «Джон Біско» (RRS John Biscoe).
Назване на честь Джеймса Кларка Росса, британського моряка та полярного дослідника.
«RRS James Clark Ross» також виконував деякі окремі вантажні та логістичні роботи. Протягом північного літа судно підтримувало дослідження NERC, переважно в Арктиці. Так наприклад, RRS James Clark Ross взяв участь у першому міжнародному дослідженні щодо оцінки запасів криля в атлантичній частині Південного океану. Отримані дані до цього часу використовуються в моделях оцінки криля.
У 1996 році судно «RRS James Clark Ross» доставило першу українську антарктичну експедицію на станцію «Академік Вернадський» («Фарадей»).
У 2000 році на судні була встановлена система батиметрії.

### Купівля криголама Україною
7 липня 2021 року Кабінет Міністрів України виділив кошти на придбання судна для українських антарктичних експедицій. Напередодні британський та український уряди домовилися про передачу судна за 5 мільйонів доларів США.
19 серпня 2021 року Національний антарктичний науковий центр (НАНЦ) та установа «Дослідження та інновації» (Велика Британія), куди входить Британська антарктична служба, підписали акт про купівлю Україною криголаму.
30 серпня 2021 року в порту м. Фредеріксгавн, Північна Ютландія (Данія) відбулася офіційна передача криголама «RRS James Clark Ross» Україні, й над ним було піднято синьо-жовтий прапор.
18 вересня 2021 року судно «RRS James Clark Ross» під синьо-жовтим прапором вирушило з Фредеріксгавену (Данія) до України та 3 жовтня 2021 року пройшло через протоку Босфор у Чорне море та попрямував до Одеси. 5 жовтня 2021 року, судно прибуло до одеського порту.
29 жовтня 2021 року судно «RRS James Clark Ross» отримало нову назву «Ноосфера», що тісно пов'язує його з українською антарктичною станцією «Академік Вернадський», оскільки вчення про біосферу Володимира Вернадського, іменем якого названа станція, лягли в основу вчення про ноосферу.

### Докування та ходові випробування
19 січня 2022 року, після завершення технічного обслуговування криголам «Ноосфера» повернувся до Одеси, де до виходу в Антарктиду перебував біля причалу морського вокзалу. Докування судна проходило в м. Чорноморську на ПрАТ «Іллічівський судноремонтний завод». Під час переходу з Чорноморська до Одеси «Ноосфера» пройшла ходові випробування під наглядом Регістру судноплавства України. Було протестовано роботу двигунів, керованість судна на різних режимах ходу, а також готовність до спуску рятувальних шлюпок та плотів, роботу якорів та палубного обладнання, зокрема, пристроїв для занурення наукових приладів та пробовідбірників тощо. Окремо тестувалася робота системи динамічного позиціонування (DPS), яка дозволяє годинами утримувати судно в одній і тій же точці з відхиленням у кілька сантиметрів: в Україні «Ноосфера» є першим судном, оснащеним цією сучасною системою. Всі тести пройшли успішно, тож з технічного боку флагман українського наукового флоту повністю готовий до першого експедиційного рейсу та роботи у складних умовах Південного океану.

## Тактико-технічні елементи
Криголам має довжину — 99,04 м, ширину — 18,85 м, водотоннажність — 5 732 т. Осадка судна складає — 6,3 м, а максимальна швидкість — 12 вузлів.
«Ноосфера» — це справжній плавучий науково-дослідний інститут, який дозволяє охопити дослідженнями 90 % площі океанського дна. На його борту — 8 лабораторій, де одночасно можуть працювати до пів сотні науковців. На ньому можна здійснювати роботи в будь-якій точці Світового океану й прокладати довгі маршрути завдяки автономності плавання до двох місяців. Крім того, на палубах є можливість розташувати додатково 5 лабораторій у морських контейнерах із забезпеченням їх електроживленням та всім необхідним. По всіх лабораторіях і житлових каютах прокладено мережу Ethernet, тому працювати на комп'ютерній техніці можна ледь не з кожного куточка судна.

## Сезонні навігації

### 2022
На початку січня, Національним антарктичним науковим центром (НАНЦ) було повідомлено, що криголам «Ноосфера» з учасниками української полярної експедиції вирушить до Антарктиди дещо пізніше, аніж анонсувалося. Повідомлялося, що криголам вирушить з порту Одеси на українську полярну станцію «Академік Вернадський» не 10 січня, як передбачалося раніше, а, орієнтовно, 20 — 23 січня. Як уточнили у пресслужбі НАНЦ, перенесення термінів пов'язане із затримкою у доставці вантажу для XXVII УАЕ. Тому частина учасників нової експедиції прибула до української станції «Академік Вернадський» в Антарктиді на судні ВМС Чилі.
28 січня криголам «Ноосфера» з порту Одеси відбув до Антарктиди у свій перший рейс під українським прапором. За даними сервісу «MarineTraffic Live Ships Map», проміжковим пунктом рейсу стане порт Лас-Пальмас (Канарські острови, Іспанія), куди «Ноосфера» планує прийти о 07:00, 12 лютого 2022 року. Капітаном судна став український спеціаліст Павло Панасюк, три механіки на криголамі залишилися з попередніх екіпажів судна, вони — громадяни Латвії і Великої Британії.
Попри бойові дії, які розпочалися на території України та складну логістику, завдяки сприянню МВС України та Польської антарктичної програми, всій команді нової XXVII УАЕ 7 березня 2022 року вдалося виїхати з України до Польщі, де з Варшави вони вирушили до Чилі. Там, в порту Пунта-Аренас вони піднялися на борт криголама «Ноосфера», який успішно здійснив перехід через Атлантику та на якому експедиція дісталася до Антарктиди.
21 квітня, здійснивши рейс до Антарктиди, криголам повернувся до Чилі. Це була перша подорож «Ноосфери» в Антарктику під українським прапором і новим іменем. Криголам забезпечив перезмінку українських антарктичних експедицій: доправив на українську станцію «Академік Вернадський» зимівників XXVII УАЕ та забрав команду XXVI УАЕ, а також сезонний загін учених і технічних працівників. Крім того, криголам транспортував 140 т пального та понад 80 т різних вантажів — від річного запасу їжі до будматеріалів для продовження модернізації станції Вернадського.
28 травня Національний антарктичний науковий центр (НАНЦ) повідомив, що через російське вторгнення в Україну криголам поки не в змозі повернутися до Одеси, порту приписки, тож наступні місяці судно буде базуватися у Кейптауні (ПАР).
24 грудня криголам «Ноосфера» в своєму другому антарктичному сезоні вирушив з Кейптауна (ПАР) до Антарктики. Ця експедиція була спільною українсько-польською і фінансована переважно Польською антарктичною програмою. Тому планувалося, що спершу «Ноосфера» вирушить до польської антарктичної станції «Арцтовський» на острові Кінг Джордж. Далі криголам доставить вантажі й українську команду технічних спеціалістів на українську станцію «Академік Вернадський».

### 2023
21 січня криголам «Ноосфера» досяг берегів Антарктиди та прибув до полярної станції «Арцтовський». Капітан криголама Павло Панасюк розповів, що на станції «Арцтовський» криголам висадить польських полярників з обладнанням і вирушить далі до української станції. 27 січня криголам дістався до станції «Академік Вернадський», судно стало на якір неподалік острова Галіндез. «Ноосфера» доправила до станції вантажі та команду українських технічних фахівців. У найближчі кілька місяців вони мають провести невідкладні роботи з модернізації станції, потрібні для успішної зимівлі наступної, 28-ї УАЕ. Зокрема, йдеться про заміну системи опалення та роботи із заземлення дизельної і головної будівлі станції. Передбачається, що після розвантаження судно вирушить до чилійського порту Пунта-Аренас, де буде очікувати наступну перезмінку щорічної експедиції на «Академіку Вернадському».
З 18 по 23 березня «Ноосфера» очікувала в чилійському порту Пунта-Аренас на майбутніх зимівників XXVIII УАЕ, які вирушили з України на станцію «Академік Вернадський». «Ноосфера» мала доправити XXVIII УАЕ на станцію та повернути на «велику землю» XXVII УАЕ, яка вже рік відпрацювала в Антарктиді. 27 березня криголам з командою XXVIII УАЕ на борту прибув до станції «Академік Вернадський».
29 квітня криголам завершив свій другий антарктичний сезон та прибув до Кейптауна (ПАР). Судно доставило до континенту три експедиції: зимувальний загін XXVII УАЕ, який працював на станції «Академік Вернадський» та команду життєзабезпечення, вчених та технічних фахівців, що працювали у складі сезонного загону на «Вернадському» впродовж антарктичного літа та учасників польської антарктичної експедиції зі станції «Арцтовський».
16 червня «Ноосфера» пройшла аудит фахівців Регістру судноплавства України. Вони засвідчили, що судно має відмінний стан і повністю готове до подальшої навігації. Аудит було проведено у Кейптауні (ПАР), де «Ноосфера» заплановано мала перебувати до наступного антарктичного сезону. Повернення судна в Україну до завершення повномасштабної війни не планувалося.
27 липня українські полярники виграли конкурс у програмі ЄС «Горизонт Європа» та мали взяти участь у проєкті «POLARIN: POLAr Research Infrastructure Network». Відповідно станція «Академік Вернадський» та криголам «Ноосфера» увійшли до міжнародної мережі інфраструктур для полярних досліджень.
17 листопада криголам «Ноосфера» вирушив до Антарктики для виконання нової місії в ході третього антарктичного сезону.
6 грудня криголам «Ноосфера» прибув до острова Кінг Джордж в Антарктиці, де розташована польська антарктична станція «Арцтовський». Наступними днями на «Ноосфера» триватиме розвантаження та доставка на берег дев'яти контейнерів з майже 450 т різних речей та 140 тис літрів пального для станції «Арцтовський». Як відомо, «Ноосфера» вже третій рік поспіль, замість російського, забезпечує перезмінку на польській антарктичній станції. 11 грудня, згідно з планом, криголам «Ноосфера» відбуде до української антарктичної станції «Академік Вернадський».
11 грудня криголам «Ноосфера» дістався до української арктичної станції «Академік Вернадський» на три доби раніше запланованого терміну. «Ноосфера» не причалювала до острова, де розташована станція, через складний рельєф. Судно стоїть неподалік, а людей та вантажі до станції доставляють невеликими човнами. Повідомляється, що після завершення розвантаження, криголам відбуде до Чилі, щоб доправити туди польську команду полярників, які зараз є на борту. У Чилі «Ноосфера» чекатиме на ще один сезонний загін науковців, які проведуть низку досліджень з борту судна, і нову команду українських зимівників XXIX УАЕ.

### 2024
15 березня криголам «Ноосфера» знову вирушив до Антарктики. На його борту була команда річної XXIX УАЕ, вантажі для її зимівлі, а також науковці сезонної експедиції з України та інших країн. Капітаном цього рейсу став Павло Панасюк.
Саме дорогою до станції «Академік Вернадський», безпосередньо в районі станції та на шляху назад — з борту «Ноосфери» було виконано багато досліджень, зокрема:
- відібрано зразки донних осадів для продовження вивчення геологічної історії Землі, насамперед зміни клімату;
- вперше відібрано зразки морської фауни з дна Південного океану (у співпраці з польськими колегами);
- зібрано унікальний матеріал для дослідження акустичної комунікації рідкісних китів — південних плавунів;
- відібрано зразки крилю та фітопланктону для важливого міжнародного дослідження щодо розповсюдження силіконів в Антарктиці;
- відібрано цікаві з точки зору порівняльного дослідження проби ізольованих популяцій прісноводних безхребетних та судинних рослин, а також гірських порід з о. Десепшен та о. Крістін, бухти Артура[43].

13 квітня «Ноосфера» знову повернулася до Чилі, доправивши туди учасників річної XXVIII УАЕ та сезонної експедиції. У цьому переході криголаму довелося долати сильний шторм у протоці Дрейка з висотою хвиль до 10 м та швидкістю вітру до 35 м/с.
8 травня криголам «Ноосфера» завершив свій третій антарктичний сезон та пришвартувався в порту Кейптаун (ПАР).
19 грудня криголам «Ноосфера» вирушив з Кейптауна (ПАР) в Антарктику для виконання чергової місії в ході четвертого антарктичного сезону.
29 грудня криголам «Ноосфера» прибув у першу точку свого призначення, польську антарктичну станцію «Арцтовський».

### 2025
3 січня криголам «Ноосфера» прибув до станції «Академік Вернадський».
Станом на 22 січня, згідно повідомлення Міністерства освіти і науки України, криголам «Ноосфера» вперше забезпечує дослідницьку місію в Південному океані на замовлення Національного наукового фонду США. На борту криголаму, поблизу американської антарктичної станції «Палмер», американські вчені проводять морські дослідження, виконуючи свою наукову програму. Дана місія стала історичною як для «Ноосфери», так і для українського флоту загалом. На знак співпраці, на судні та станції одночасно були підняті прапори України та США.
10 травня український криголам «Ноосфера» завершив четвертий антарктичний сезон та після майже 5 місяців роботи, судно повернулося до порту Кейптауна (ПАР). За цей час криголам здійснив рекордних 5 рейсів до Антарктики, 10 разів перетнув протоку Дрейка. Загалом судно пройшло понад 20 тис. морських миль (більш як 37 тис. км), що майже дорівнює довжині екватора Землі.

## Інциденти
На початку 2022 року український сайт USM «Ukrainian Shipping Magazine» опублікував розслідування Лілії Писарчук «„Ноосфера“ корупції: хто приватизував український криголам», де описувалися обставини придбання та підготовки криголама «Ноосфера» у свій перший рейс до Антарктиди під українським прапором.